# 미워하지 않겠다
"미워하지 않겠다"는 1969년 공개된 대한민국의 영화이다.

## 배역
- 신성일 : 김운호 역
- 남정임 : 호유미 역
- 이순재 : 혁진 역
- 윤소라 : 신란아 역
- 한은진 : 유미의 유모 역
- 장혁
- 권창선
- 최병철
- 박복남
- 김기범
- 윤일주
- 주일몽
- 조제광